# NGC 2420
NGC 2420 ist die Bezeichnung für einen offenen Sternhaufen im Sternbild Zwillinge. Er ist rund 10000 Lichtjahre von der Sonne entfernt und hat etwa 700 Mitgliedssterne. Da sich der Haufen während seines gesamten Umlaufs um das galaktische Zentrum durch die weniger dichten Außenbereiche der Milchstraße bewegt, konnte er das hohe Alter von zwei bis vier Milliarden Jahren erreichen.
NGC 2420 hat einen Winkeldurchmesser von 6 Bogenminuten und eine visuelle scheinbare Helligkeit von 8,3 mag.
Der Sternhaufen wurde am 19. November 1783 von Friedrich Wilhelm Herschel entdeckt.